# Гидрилла
Гидрилла (лат. Hydrilla) — монотипный род водных растений семейства Водокрасовые (Hydrocharitaceae). Включает единственный вид — Гидрилла мутовчатая (Hydrilla verticillata), распространённый в умеренных и тропических областях Восточного полушария.

## Описание
Многолетние травянистые однодомные растения, погружённые в воду, прикрепленные ко дну водоёма, но легко обламывающиеся и тогда свободно плавающие. Стебель удлинённый, тонкий, разветвлённый, с редкими ветвями, на которых образуются зимние почки, опадающие осенью на дно водоёма.
Листья 1—2,5 (4) см длиной и 2—5 мм шириной, линейные, эллиптические, широколанцетные или яйцевидные, сидячие, плоские, прямые или несколько согнутые, однонервные, полупрозрачные, край остро пильчато-зубчатый, верхушка острая, собраны в ложные мутовки по (2) 3—5 (8), в верхней части стебля мутовки сближенные, в нижней — расставленные. Прилистники отсутствуют, в пазухах листьев имеются 2 линейные, бахромчато-зубчатые, очень мелкие чешуи.
Цветки мелкие, невзрачные, однополые, одиночные, пазушные. Мужские цветки из 3 эллиптических наружных и 3 линейных внутренних листочков, и 3 тычинок, иногда ещё с 3 стаминодиями; с шаровидным или почти шаровидным, на верхушке неправильно двулопастным, покрывалом; во время цветения отделяются от покрывала и всплывают на поверхность воды. Женские цветки из 6 беловатых листочков, с трубчатым, двулопастным покрывалом; во время цветения удлиняющаяся завязь выносит цветок к поверхности воды. Плод от цилиндрического до узкоконического, ягодообразный, с очень длинным носиком. Семена веретеновидные.

## Синонимы
Рода
- Epigynanthus Blume (1825), nom. nud.
- Hydrospondylus Hassk. (1842)
- Ixia Muhl. ex Spreng. (1824), nom. inval.
- Serpicula L.f. (1782), nom. illeg.

Вида
- Elodea verticillata (L.f.) F.Muell. (1888)
- Epigynanthus blumei Hassk. (1844), nom. nud.
- Hydora lithuanica (Rchb.) Besser (1832)
- Hydrilla angustifolia Hassk. (1848)
- Hydrilla dentata Casp. (1854)
- Hydrilla dentata var. pomeranica (Rchb.) Casp. (1853)
- Hydrilla lithuanica (Rchb.) Dandy (1952) — Гидрилла литовская
- Hydrilla najadifolia Zoll. & Moritzi (1846)
- Hydrilla ovalifolia Rich. (1814), nom. illeg.typus[1]
- Hydrilla polysperma Blatt. (1931)
- Hydrilla roxburghii Steud. (1840)
- Hydrilla subulata Royle (1839)
- Hydrilla verticillata var. brevifolia Casp. (1858)
- Hydrilla verticillata var. crispa Casp. (1858)
- Hydrilla verticillata var. roxburghii Casp. (1858)
- Hydrilla verticillata var. tenuis Casp. (1858)
- Hydrilla wightii Planch. (1849)
- Hydrospondylus submersus Hassk. (1842)
- Ixia aquatica Muhl. ex Spreng. (1824), nom. inval.
- Serpicula verticillata L.f. (1782)basionym
- Udora lithuanica Rchb. (1831)
- Udora occidentalis W.D.J.Koch (1837)
- Udora pomeranica Rchb. (1845)
- Udora verticillata (L.f.) Spreng. (1824)
- Vallisneria verticillata (L.f.) Roxb. (1832)